# 29471 Спейбл
29471 Спейбл (29471 Spejbl) — астероїд головного поясу, відкритий 27 жовтня 1997 року.
Тіссеранів параметр щодо Юпітера — 3,551.